# Nunatak Stolb
Nunatak Stolb är en nunatak i Antarktis. Den ligger i Östantarktis. Australien gör anspråk på området. Toppen på Nunatak Stolb är 1 364 meter över havet.
Terrängen runt Nunatak Stolb är lite kuperad, och sluttar norrut. Trakten är obefolkad. Det finns inga samhällen i närheten.